# Comté de Walcha
Le comté de Walcha (en anglais : Walcha Shire) est une zone d'administration locale située dans l'État de Nouvelle-Galles du Sud en Australie, dont le siège est Walcha.

## Géographie
Le comté s'étend sur 6 267 km2 dans la région de Nouvelle-Angleterre, au nord-est de la Nouvelle-Galles du Sud. Il est traversé par la Oxley Highway et la Thunderbolts Way.
Le comté comprend la ville de Walcha et les localités de Brackendale, Niangala, Nowendoc, Tia, Walcha Road, Woolbrook et Yarrowitch.

## Histoire
Le comté est créé le 1er juin 1955 par la fusion du comté d'Apsley (fondé en 1906) avec la municipalité de Walcha.

## Démographie
| 2001  | 2006  | 2011  | 2016  | 2021  |
| ----- | ----- | ----- | ----- | ----- |
| 3 102 | 3 187 | 3 021 | 3 092 | 3 016 |

## Politique et administration
Le conseil municipal comprend huit membres élus pour un mandat de quatre ans, qui à leur tour élisent le maire pour deux ans. À la suite des élections du 4 décembre 2021, le conseil est formé d'indépendants. 

### Liste des maires
| Période                                  | Période        | Identité         | Étiquette    | Qualité |
| ---------------------------------------- | -------------- | ---------------- | ------------ | ------- |
| Les données manquantes sont à compléter. |                |                  |              |         |
| septembre 2012                           | septembre 2016 | Janelle Archdale | Indépendante |         |
| 28 septembre 2016                        | en cours       | Eric Noakes      | Indépendant  |         |

La zone est rattachée à la circonscription de New England pour les élections fédérales et à celle de Tamworth pour les élections à l'Assemblée législative de Nouvelle-Galles du Sud.